# Таран (мыс, Магаданская область)
Тара́н — мыс на севере Охотского моря, на юго-востоке Тауйской губы, крайняя западная точка полуострова Кони.

## География

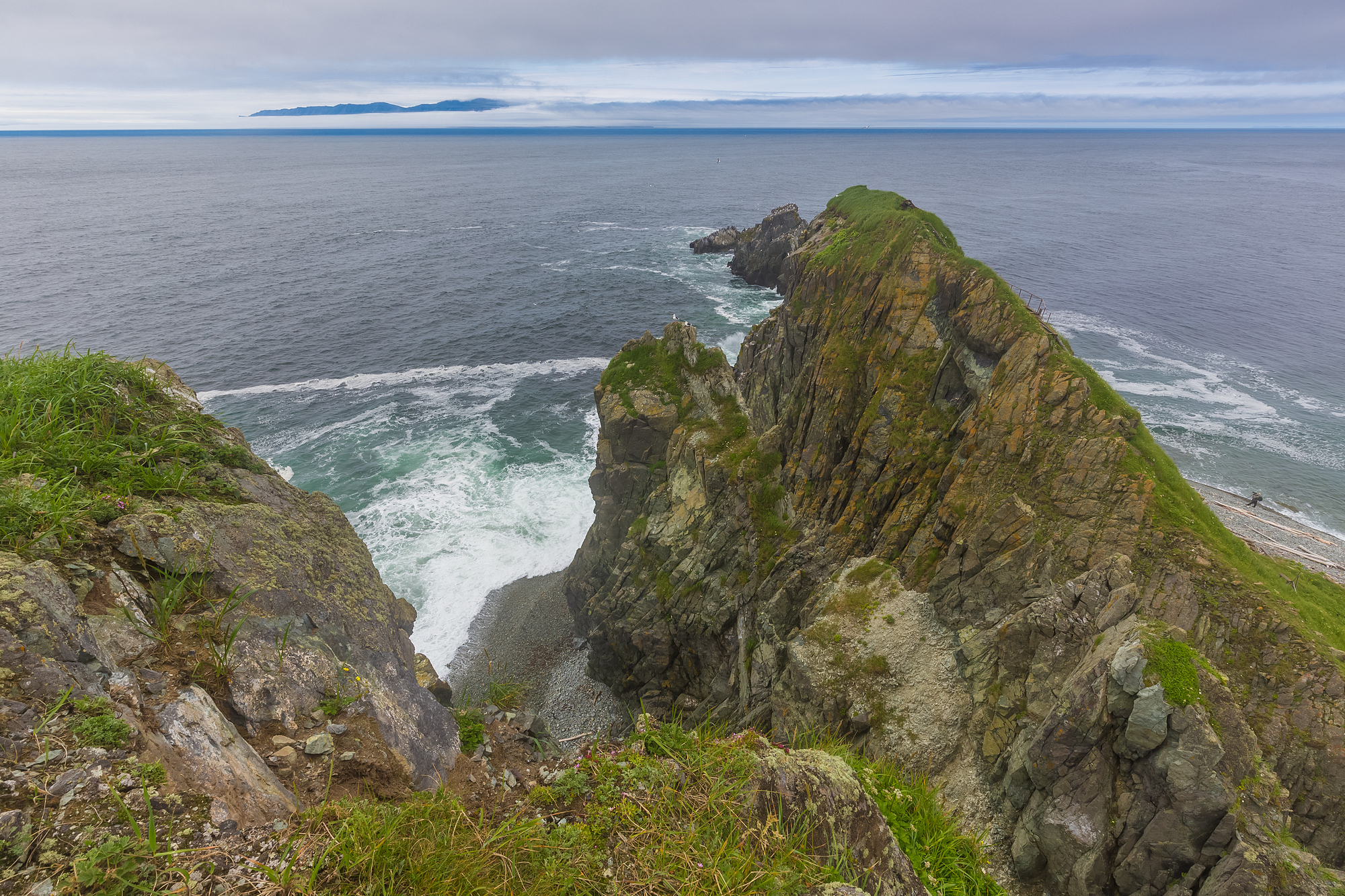
Вид c мыса Таран на остров Завьялова

Представляет собой скальный гребень длиной 5,5 километров и шириной 2 километра в основании и 500 метров в оконечности. Мыс напоминает таран — конструкцию в нижней части носа боевого корабля. Образующие мыс скалы имеют крутые обрывистые склоны. Средняя величина прилива у мыса — 4 метра. Высочайшая точка мыса находится практически на окончании, её высота 214 метров. У основания мыса расположена вершина высотой 690 метров.
Включён в состав Ольского участка Магаданского заповедника.
На мысе находится одноимённый маяк высотой 14,91 метра, построенный в 1958 году. Маяк Таран установлен на крутом склоне скалы на высоте 29,6 метра над уровнем моря в 50 метрах от береговой черты. Возле него расположено несколько жилых домов.